# Feriados públicos na Cidade do Vaticano
Os dias seguintes são feriados na Cidade do Vaticano, conforme publicados anualmente pela Prefeitura da Casa Pontifícia. Corresponde em grande parte a eventos no ano litúrgico da Igreja Católica. 
| Encontro                 | Nome inglês                                   | Nome local                                                 | Observações |
| ------------------------ | --------------------------------------------- | ---------------------------------------------------------- | --- |
| 1 de janeiro             | Solenidade de Maria, Mãe de Deus              | Maria Santissima Madre di Dio                              | |
| 6 de janeiro             | Epifania                                      | Epifania del Signore                                       | |
| 11 de fevereiro          | Aniversário da fundação da Cidade do Vaticano | Aniversário da Instituição do Estado da Cidade do Vaticano | Comemora a assinatura do Tratado de Latrão em 1929, que estabeleceu a Cidade do Vaticano como um Estado soberano |
| 13 de março              | Aniversário da eleição do Papa Francisco      | Aniversário da Igreja do Santo Padre                       | Marca a eleição do Papa Francisco em 13 de março de 2013. Varia de acordo com cada papa reinante.                |
| 19 de março              | Dia de São José                               | San Giuseppe                                               | |
| Segunda depois da Páscoa | Segunda-feira de Páscoa                       | Lunedì dell'Angelo                                         | |
| 23 de abril              | São Jorge                                     | Onomastico del Santo Padre                                 | Nome do dia do Papa Francisco (Jorge Mario Bergoglio)                                                            |
| 1 ° Maio                 | São José Operário                             | San Giuseppe lavoratore                                    | |
| 29 de junho              | Santos Pedro e Paulo                          | Santi Pietro e Paolo                                       | |
| 15 de agosto             | Dia da Assunção                               | Assunção de Maria em Cielo                                 | |
| 8 de setembro            | Natividade de Maria                           | Festa da Natividade da Madonna                             | |
| 1 de novembro            | Todos os Santos                               | Todos os Santos, Ognissanti                                | |
| 8 de dezembro            | Imaculada Conceição                           | Immacolata Concezione                                      | |
| 25 de dezembro           | Dia de Natal                                  | Natale                                                     | |
| 26 de dezembro           | Dia de Santo Estêvão                          | Santo Stefano                                              | |

Além disso, todos os domingos do ano também são feriados. 
Por tradição, o aniversário da eleição e o dia do nome civil do Papa reinante são feriados. Desde a publicação de 2009, as festas da Ascensão de Cristo e Corpus Christi não estão listadas.